# ألعاب الفيديو في 1974
تميزت صناعة ألعاب الفيديو في 1974 بظهور ألعاب مثل فكا القرش وسباق السرعة والزنزانة.

## أحداث
- عدد نسخ لعبة بونغ وشبيهاتها التجارية قد تخطت 100 ألف وحدة. وتقريبًا 10 آلاف منها قد صنعتها آتاري، المطور الأصلي للعبة بونغ.[1]
- إتش آر كوفمان يترك رامتك ليؤسس إكسيدي.[1]
- استحواذ نامكو على القسم الياباني من آتاري ودخولها رسميًا سوق ألعاب صناديق الفيديو.[1]
- استحواذ آتاري على كي غيمز واستخدامها «حيلة للتسويق». ستستمر آتاري باستخدام اسم «كي غيمز» علامة تجارية حتى عام 1978.[1]
- استحواذ فيليبس الملكية للإلكترونيات على ماغنافوكس، التي أصبحت لاحقًا «فيليبس للإلكترونيات الاستهلاكية».[2]

## إصدارات بارزة

### مجلات
- بلاي ميتر - أول مجلة مخصصة لصناديق العملة (من ضمنها ألعاب الصناديق) - قد أصدرت عددها الأول.[1]

### ألعاب صناديق
- فبراير – شركة تايتو أصدرت لعبة كرة السلة،[3] وهي مثال مبكر للرسوم المتحركة نقش متحرك، والتي قدمت السلال وشخصيات اللاعبين،[4] مما جعلها أول لعبة فيديو بشخصيات بشرية.[3] في نفس الشهر، رخصت ميدواي اللعبة للإصدار في أمريكا الشمالية بعنوان كرة سلة التلفاز، مما جعلها أول لعبة يابانية يصدر لها ترخيص بالإصدار في أمريكا الشمالية.[3]
- 24 يوليو – أصدرت آتاري لعبة غران تراك 10 - أول لعبة لسباقات السيارات - لصناديق الفيديو.[5]
- نوفمبر – أصدرت تايتو سباق السرعة لتوموهيرو نيشيكادو،[6] ثاني لعبة فيديو لسباقات السيارات. قدمت اللعبة تمرير النقوش المتحركة مع كشف الاصطدام،[7] وتستخدم مقود سباق للتحكم بها.[8] أصدرتها ميدواي باسم «العجلات» و«المتسابق» في الولايات المتحدة.[7]
- 5 نوفمبر[9] – قبل استحواذ آتاري على كي غيمز، أصدرت الشركة لعبة الدبابة لصناديق الفيديو.[1]

### ألعاب حاسوب

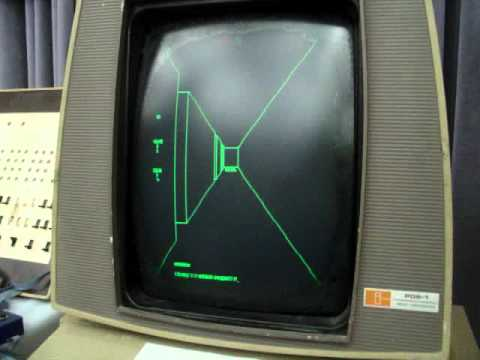
حرب المتاهة، السلف لألعاب تصويب الشخص الأول، وقد حُمِّلت على عدد من أنظمة الحاسوب. النسخة الموجودة في الصورة قد صُنِعت من إصدار للعبة قد كُتِب خصيصًا لزيروكس ستار 8010 في 1985.

- طور ستيف كولي وهاورد بالمر وغريغ جونسون لعبة حرب المتاهة على جهاز إملاك بي دي إس-1 في مركز أميس للأبحاث التابع لوكالة ناسا في كاليفورنيا.[10] وتعد سلفًا لألعاب تصويب منظور الشخص الأول.
- طور جيم باوري لعبة سباسم لنظام بلاتو. صدر إصداران من اللعبة، أولهما في مارس والثاني في يوليو.[11] وتعد أيضًا سلفًا لألعاب تصويب منظور الشخص الأول.
- طور غاري ويزنهانت وراي وود لعبة دي إن دي، أول لعبة بها وحش، ويمكن القول بأنها أول لعبة فيديو تقمص الأدوار، لنظام بلاتو.[12] استمرت عملية التطوير لعام 1975؛ وليس معلومًا متى أصبحت اللعبة قابلة للعب.

### أنظمة ألعاب فيديو
- أعادت ماغنافوكس إصدار أوديسي وأصدرته في أستراليا وبلجيكا والمملكة المتحدة وفرنسا وألمانيا الغربية واليونان وإسرائيل وإيطاليا وسويسرا وفنزويلا.[13]